# Plan de Estabilización de 1959

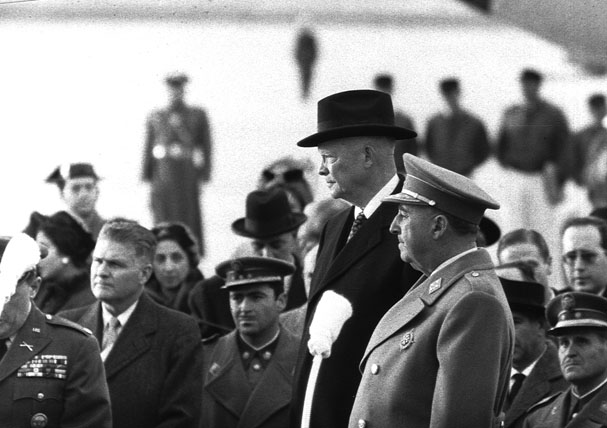
A simboleggiare la fine dell'isolamento internazionale della Spagna franchista ci fu la celebre visita del presidente Eisenhower in Spagna del dicembre 1959.

Il Plan de Estabilización de 1959 ("Piano di stabilizzazione del 1959", in spagnolo anche: "Plan Nacional de Económica") è stato un piano di riforme economiche elaborato nel 1959 da dei 'tecnocrati' nominati da Francisco Franco per rilanciare l'economia spagnola.

## Descrizione

### Antefatti
Nel dopoguerra la Spagna si trovava ancora in uno stato pesantemente arretrato, nonostante non avesse partecipato alla seconda guerra mondiale. Franco aveva mantenuto anche per buona parte degli anni '50 un regime economico di autarchia e di isolamento politico rispetto al resto del mondo, il che aveva portato la situazione socio-economica a peggiorare ulteriormente.
A partire dal 1953 iniziò una collaborazione militare con gli Stati Uniti (con la firma degli accordi di Madrid), per via dello sviluppo della guerra fredda, e l'economia cominciò a riprendersi, ma restavano gli annosi problemi della svalutazione della Peseta, dell'inflazione alta e di un mercato nero sviluppato.
Nella seconda metà degli anni '50 il governo spagnolo, rimpastato eliminando gli elementi più nazionalisti, cominciò a vare diverse riforme economiche che sostituirono la precedente autarchia con un sistema semicapitalistico ben più dinamico: nel 1957 fu fissato il tasso di cambio a 42 Pesete per dollaro, varate alcune riforme per contenere la spesa pubblica e promuovere l'ingresso del Paese nelle principali organizzazioni economiche internazionali.
Ulteriori manifestazioni anche internazionali e scioperi dei lavoratori nei mesi successivi indussero le autorità a vare un piano ancora più radicale di riforme.

### Il piano
Contenuto nel decreto-legge n. 10/1959 del 21 luglio 1959 e pubblicato il giorno dopo nel BoE, tale piano consisteva in:
- Fissazione del tasso di cambio a 60 pesete per un dollaro statunitense;
- Forte riduzione dell'inflazione attraverso l'aumento dei tassi di interesse, il congelamento degli stipendi e la limitazione della concessione dei prestiti bancari;
- Nuova legge per la promozione degli investimenti esteri, con il permesso agli investitori internazionali di partecipare nelle società spagnole;
- Diminuzione del deficit pubblico, con una riforma fiscale volta ad aumentare le entrate tributarie e dei tagli alla spesa pubblica.

### Conseguenze

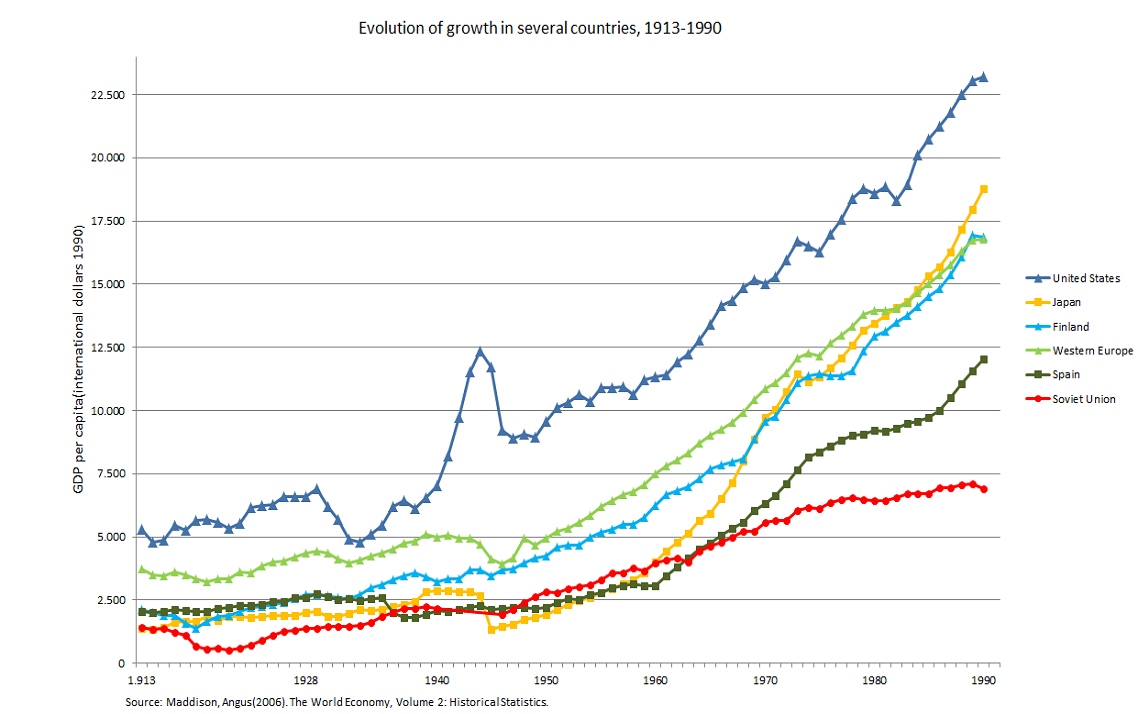
PIL pro capite della Spagna e degli altri Paesi industrializzati (1913-1990). Si nota nettamente il "miracolo economico spagnolo" del 1960-1973.

Il "piano di stabilizzazione" produsse degli effetti sia positivi - un surplus nella bilancia dei pagamenti, aumento delle riserve estere, velocissima riduzione dell'inflazione, importante aumento degli investimenti esteri - sia negativi, come la recessione dei successivi due anni.
Nel loro complesso queste misure consentirono di avviare un periodo noto come il "miracolo economico spagnolo" (realizzato anche grazie al coordinamento anche con l'Instituto Nacional de Industria o INI, la grande holding pubblica che controllava molte imprese strategiche), che va all'incirca dal 1960 fino al 1974, con lo scoppio della prima crisi petrolifera.